# Gołe Łazy
Gołe Łazy – wieś w Polsce położona w województwie lubelskim, w powiecie łukowskim, w gminie Krzywda.
| SIMC    | Nazwa     | Rodzaj    |
| ------- | --------- | --------- |
| 0677079 | Czworaki  | część wsi |
| 0677085 | Kolonia   | część wsi |
| 0677091 | Koryczany | część wsi |

W latach 1975–1998 miejscowość administracyjnie należała do województwa siedleckiego.
Wieś stanowi sołectwo w gminie Krzywda. Według Narodowego Spisu Powszechnego z roku 2011 wieś liczyła 222 mieszkańców.
Wierni Kościoła rzymskokatolickiego należą do parafii Podwyższenia Krzyża Świętego w Hucie-Dąbrowie.